# Studienbüro für Spezialflugzeuge SB-1
Die SB-1 war ein Entwicklungsprojekt des Schweizer Studienbüro für Spezialflugzeuge (SBSF) an der ETH Zürich im Auftrag des eidgenössischen Luftamtes, von dem aber kein Flugzeug gebaut wurde. Im Namen SB-1 steht das „SB“ für Schweizer Bergflugzeug.

## Das Projekt

### Hintergrund
Das Eidgenössische Luftamt hielt am 11. September 1933 eine Konferenz ab, nach welcher sich eine Kommission mit «Fragen betreffend dem zukünftigen Luftverkehr» zu befassen hatte. Zum Punkt «Flugzeugpark» gab es Ideen zu speziellen «Winterflugzeugen und Alpenlinien». Zunächst sollten laut den Notizen des Leiters des technischen Luftdienstes beim Luftamt die Bestimmung der erforderlichen Eigenschaften erfolgen. Gleichzeitig ging es dem Amt in den Folgejahren auch um den Erhalt einer eigenen schweizerischen Flugzeugindustrie.
Am 24. Juli 1938 erging vom Luftamt nach Vorabklärungen ein Auftrag an ETH-Professor Eduard Amstutz zur Entwicklung und zum Bau eines «Sonderflugzeuges». Das Ziel war in diesem Moment nicht die Herstellung eines geeigneten Flugzeugtyps für die Alpen, vielmehr sollten aufgrund dieses Versuchs-Flugzeuges die Minimalanforderungen für die Einrichtung von Flugplätzen im Alpengebiet abgeleitet werden. Für den Einsatz in engen Alpentälern waren damals kurze Start- und Landestrecken sowie eine sehr gute Steigleistung erforderlich. Ein Serienbau war nicht vorgesehen, es gab jedoch ambitionierte Vorgaben wie eine Landestrecke über das Standard-15-Meter-Hindernis von 100 Metern. Die Bergflugzeug wurde also als STOL-Flugzeug konzipiert.
Im Herbst 1938 wurde am Institut für Flugzeugstatik und Flugzeugbau an der ETH Zürich mit geringem Personalbestand das Studienbüro für Spezialflugzeuge aus der Taufe gehoben. Im November 1943 wurde der Schweizerische Flugtechnische Verein (SFV) gegründet und daraufhin das Studienbüro per 1. Januar 1944 darin integriert. Ab diesem Zeitpunkt nannte es sich nur noch «Studienbüro». Dessen Finanzbedarf sollte nun einerseits durch Beiträge der SFV-Mitglieder (acht Unternehmen aus der Flugzeug- und Luftfahrtindustrie, zwei öffentliche Institutionen, sowie zwei Privatpersonen), andererseits durch Aufträge und Studien des Büros für diese Vereinsmitglieder gedeckt werden.

### Entwicklung der SB-1
Schon im Januar 1939 legte das Studienbüro dem Luftamt einen unkonventionellen Entwurf vor, der später SB-1 genannt wurde. Die SB-1 sollte ein Mitteldecker werden mit vier Sitzplätzen. Der Piloten- und Passagierraum befand sich vor dem Flügel. Der Rumpf sollte weitgehend aus bespanntem Stahlrohrgitter bestehen. Das Flugzeug sollte durch einen einzigen Motor, der sich am Schwerpunkt des Rumpfes unter dem Flügelkasten befindet, angetrieben werden. Darüber befand sich ein Gepäckraum. An den Flügeln sollte jeweils ein Zweiblattpropeller durch über Spannrollen geführte Keilriemen oder eine Kraftübertragung durch Seidenbänder angetrieben werden. Man erhoffte sich durch den Einbau des Motors im Rumpf und der Kraftübertragung einen geringen Luftwiderstand bei gleichzeitig günstigen Langsamflugeigenschaften durch die Luftströmung der direkt an der Flügelvorderkante wirkenden Propeller. Das Flugzeug war mit starrem Spornradfahrwerk und Endscheiben-Leitwerk ausgelegt. Als «Entwicklungsmöglichkeit» wurden Überlegungen zur Verwendung von zwei gekoppelten Motoren angestellt. Vorteil blieb wie bei einem Motor, dass es kein Kursmoment bei Ausfall eines Motors gab. Die mittlerweile erfolgte Erprobung des Fieseler Storch habe, so Autor Gross, das SBSF «schon fast zwangsläufig zu der Erkenntnis gebracht, dass der Entwurf nicht zu dem Flugzeug führen würde, das man brauchte.», auch wenn die Erprobung des Kraftübertragung „durchaus befriedigt“ hatte, gegenüber der Normallösung damit aber «nicht viel zu gewinnen war».

### Ausgeführte Arbeiten
- Im Windkanal an der ETH wurde der entwickelte Flügel mit einem Flügelmodell experimentell verbessert.[5]
- An der Flugtechnischen Ausbildungsstätte wurde ein Flügel-Traggerüst in Originalgrösse hergestellt, welches daraufhin zunächst an der Eidgenössischen Materialprüfungs- und Forschungsanstalt, danach auch im Institut für Flugzeugstatik auf seine Festigkeit geprüft wurde.[5]
- In einer Fabrikhalle in Uster wurde mit einem von der Armee ausgeliehenen Flugzeug-Motor ab dem 15. Juni 1939 sowohl die Machbarkeit der vorgeschlagenen Kraftübertragung durch Seidenbänder als auch jene durch Keilriemen in Originalgrösse getestet.[5]

### „Schweizer Bergflugzeug“-Projekte des Studienbüros für Spezialflugzeuge
- Pilatus SB-2 war ein einmotoriger Schulterdecker mit festem Bugradfahrwerk.
- Das Schweizer Bergflugzeug SB-5 war ein Projekt des Studienbüros für eine vergrösserte Version der Pilatus SB-2.

## Flugzeugdaten SB-1
- Besatzung: 4 Personen
- Spannweite: 15 m
- Höchstgewicht 1,45 t
- Länge 10,3 m
- Flügelfläche 26  m²
- Triebwerk: 1 × Argus As 10E oder Argus As 410
- Maximalgeschwindigkeit: 250 km/h